# Syngrapha aurosignata
Syngrapha aurosignata là một loài bướm đêm trong họ Noctuidae.